# Tracy McKnight
Pour les articles homonymes, voir McKnight.
Tracy McKnight est une compositrice américaine, spécialisée dans la supervision musicale. Elle est actuellement l'exécutif responsable de la musique des studios Lionsgate.
En 1997, McKnight obtient son premier poste de superviseur musical, sur le film Colin Fitz. Elle se diversifie dans les postes de consultants ainsi que de producteur de bandes originales notamment. 
En 2009, elle fait ses débuts comme actrice en jouant le rôle de Priscilla dans le film Moonshine Inc..